# The Big Bounce
The Big Bounce er en amerikansk komediefilm fra 2004, instrueret af George Armitage med Owen Wilson, Charlie Sheen, Sara Foster og Morgan Freeman i hovedrollerne. Filmen er baseret på romanen af samme navn fra 1969 af Elmore Leonard.

## Handlingen
Handlingen finder sted på Hawaii, hvor en charmefuld bedrager i midten af 30'erne ved navn Jack Ryan vil have fat i en formue. Han lærer den unge og smukke blondine Nancy at kende, der påstår hun har en simpel plan, der kan gøre dem begge rige.

## Medvirkende
- Owen Wilson – Jack Ryan
- Charlie Sheen – Bob Rogers Jr.
- Vinnie Jones – Lou Harris
- Morgan Freeman – Walter Crewes
- Sara Foster – Nancy Hayes
- Pete Johnson – Con Nuuiwa
- Willie Nelson – Joe Lurie
- Andrew Wilson – Ned Coleman
- Gary Sinise